# Zement (Theaterstück)
Zement ist ein Theaterstück des deutschen Dramatikers Heiner Müller, das 1972 nach dem gleichnamigen Roman von Fjodor Gladkow entstand. Es wurde am 12. Oktober 1973 am Berliner Ensemble in der Regie von Ruth Berghaus uraufgeführt.

## Handlung und Dramaturgie
Das Handlungsgeschehen umfasst die Zeit von Ende 1920 bis Ende 1921 – die Zeit des Übergangs vom Kriegskommunismus zur Neuen Ökonomischen Politik (NÖP) in Sowjetrußland. Gleb Tschumalow, Schlosser von Beruf, kehrt aus dem Bürgerkrieg, wo er Regimentskommissar war, nach Hause zurück. Doch nichts ist mehr, wie es war. Das Zementwerk, in dem er arbeitete, ist zerstört und dient als Ziegenstall. Die Arbeiter sind demoralisiert, aber Gleb stellt sich die Aufgabe, das Werk wieder in Gang zu bringen. Seine Frau Dascha leistet als Parteiarbeiterin politische Arbeit für die Sowjetmacht; sie verweigert sich Gleb und der angestammten Rolle einer Hausfrau und Mutter. Das gemeinsame Kind Njurka hat Dascha in ein Kinderheim gegeben. Tschumalow muss den Ingenieur Kleist, der ihn einst durch Weißgardisten erschießen lassen wollte, für den Wiederaufbau des Zementwerkes gewinnen: Kleists Fachkenntnisse sind unverzichtbar.
Das Ausbleiben der deutschen Revolution verändert die weltgeschichtliche Situation des Landes grundlegend: Sowjetrussland bleibt auf sich allein gestellt, der Aufbau des Sozialismus in einem einzelnen Land wird zur unabweisbaren Aufgabe. Der 10. Parteitag der kommunistischen Partei KPR(B) zieht die Schlussfolgerungen: Die Zwangseintreibung des Getreides wird abgeschafft (wie in der Szene Die Bauern dargestellt), der Kriegskommunismus durch die Neue Ökonomische Politik ersetzt. Widersprüche, die wir heute als erste Symptome des späteren Stalinismus lesen müssen, bestimmen im zweiten Teil des Stückes das Geschehen. Der bürokratische Apparatschik Badjin gewinnt an Macht und Einfluss. In einer großen Auseinandersetzung zwischen Gleb und Dascha (Medeakommentar) erweist sich: Weibliche Emanzipation ist sowohl Befreiung von patriarchalischen Fesseln als vorerst auch Verhärtung und Verlust an Individualität. Sexualität und Liebe müssen, wo sich alles ändert, neu erlernt werden. Die jungen, tief überzeugten Kommunisten Iwagin und Polja Mechowa werden anlässlich einer "Säuberung" aus der Partei ausgeschlossen. Die Ehe der Tschumalows zerbricht, Njurka verhungert im Heim. Als am Ende das Zementwerk tatsächlich eingeweiht wird, ist nicht der Arbeiter Tschumalow, sondern der zum Automaten der Macht gewordene Funktionär Badjin der Festredner; und die Szene wird dramaturgisch aus der Opferrolle Poljas und Iwagins perspektiviert. Zeigte die neue Gesellschaft bis zur Szene Die Bauern und dem daran anschließenden Prosatext Herakles 2 oder Die Hydra ihr Gesicht vorerst in Entbehrungen, Chaos, Hunger und dem schmerzhaften Verlust der angestammten Rollenbilder, so wird das Stück in seinem zweiten Teil zur "proletarischen Tragödie im Zeitalter der Konterrevolution". Folgerichtig hat der Dichter eine ursprünglich noch folgende harmonisierende Schlussszene Die Befreiung der Toten wieder gestrichen.
Kompositorisch ist Zement einerseits ein traditionelles, episierendes Handlungsdrama mit zeitlichem und logischem Kontinuum, mit Figuren und situativen Szenen. Andererseits sind in den Text als Prosatexte drei sogenannte Intermedien integriert, die zu den Themen der eigentlichen Handlung in einem assoziativen bzw. metatextuellen Verhältnis stehen. Sie vor allem tragen die Aneignung griechischer Mythologie.

## Mythos und Emanzipation
Bereits die frühe sowjetrussische Ikonographie der Oktoberrevolution bediente sich gern der altgriechischen Mythen, um ihre eigenen Erfahrungen stilistisch zu überhöhen und heroisch zu verklären. Heiner Müller knüpft daran auf eine sehr freie Weise an, die traditionellen Deutungen der mythischen Geschichten durch eigene, mehr oder weniger gegenläufige Lesarten ersetzend. Dramaturgisch wird diese metatextuelle Ebene auf dreierlei Art realisiert: Erstens durch die Szenentitel Heimkehr des Odysseus, Befreiung des Prometheus, Sieben gegen Theben und Medeakommentar. Zweitens durch eine komplexe, assoziativ ermöglichte, über den Szenentitel hinausgehende Vergleichbarkeit von Mythos und Gegenwartshandlung in den Szenen Medeakommentar und Befreiung des Prometheus. Drittens durch die drei eingefügten Prosatexte (Intermedien).
Am ehesten noch ist der Titel Sieben gegen Theben als eine heroische Überhöhung des revolutionären Kampfes gegen die Konterrevolution lesbar. Der Heimkehrer Tschumalow hingegen, ein neuer Odysseus, wird von keiner liebenden Gattin erwartet; er muss nicht sein Haus besorgen, sondern die Produktion in Gang bringen. Dascha verweigert Ehegemeinschaft und familiäre Mutterschaft, doch ihre Revolte ist anders als bei Medea keine barbarische, die Mutterrolle negierende Verzweiflungstat: „Ich bin keine Mutter mehr. Und werd es nicht mehr sein. Mir ist wichtig, dass unsere Kinder in den Heimen nicht mehr auf Stroh schlafen werden.“ Diese gesellschaftlich emanzipative Mutterrolle beschreibt Gewinn und Verlust, sie hat eine humane wie eine – das eigene Kind wird dabei geopfert! – neuerlich barbarische Komponente.
Die Szene Befreiung des Prometheus enthält zwei der drei Intermedien, die den Gang der Handlung unterbrechen. Das erste erzählt die grausame Ermordung Hektors durch Achill aus Rache für den Tod seines Freundes Patroklos und konfrontiert diesen Vorgang mit der Gewinnung des bürgerlichen Spezialisten Kleist durch Tschumalow. Dessen Verzicht auf Rache entspringt keinem abstrakten Edelmut, sondern einzig der revolutionären Notwendigkeit. Die eigentliche Befreiungsgeschichte erzählt das zweite Intermedium als Gegenentwurf zur überlieferten Lesart: Der Arbeiter Herakles wird aufgewertet gegenüber dem Intellektuellen Prometheus, der sich nur widerwillig befreien lässt, schließlich aber auf Herakles’ Rücken die "Haltung des Siegers" einnimmt, "der auf schweißnassem Gaul dem Jubel der Bevölkerung entgegenreitet." (Zement)
Das Intermedium Herakles 2 oder Die Hydra ist ein längerer, nach der Szene Die Bauern, also zwischen erstem und zweitem Teil des Stückes für sich stehender Text: sprachgewaltiges Protokoll eines Albtraumes vom Menschen, der auf seinem Weg durch einen Urwald sich selbst zur Hydra wird – Klassengesellschaft, Zivilisation, Revolution werden assoziierbar, während Wald, Weg und Untier identisch werden; und doch schreibt der Mensch "seinen Bauplan (…) mit der Handschrift seiner Arbeiten und Tode." (Zement) Während einer Schreibblockade war dieser Text nach einer Auskunft Heiner Müllers schließlich "die Drehscheibe, um den nächsten Anlauf zu kriegen". Danach konnte das Stück, das "als Revolutionsstück in gewisser Weise zu Ende" war, weitergehen als Stück über die Schwierigkeit des Weitergehens der Revolution.

## Inszenierungen (Auswahl)
- 1973 Regie: Ruth Berghaus, Berliner Ensemble, Uraufführung
- 1974 Regie: Uta Birnbaum, Hans Otto Theater, Potsdam
- 1975 Regie: Peter Palitzsch, Frankfurter Schauspiel, BRD-Erstaufführung
- 1975 Regie: Peter Konwitschny, Nationaltheater (Budapest), Ungarn, Ungarische Erstaufführung[6]
- 1976 Regie: Ekkehard Kiesewetter, Erfurt, Schauspielhaus
- 1979 Regie: Sue-Ellen Case, Universität Berkeley, Austin, Texas, USA
- 1992 Regie: Frank-Patrick Steckel, Schauspielhaus Bochum
- 1996 Regie: Andreas Kriegenburg, Volksbühne Berlin
- 2006 Regie: Konstanze Lauterbach, Schauspiel Leipzig[7]
- 2009 Regie: Wojtek Klemm, Wrocławski Teatr Współczesny, polnische Erstaufführung, Breslau, Polen[8]
- 2013 Regie: Dimiter Gotscheff, Residenztheater München[9]
- 2015 Regie: Sebastian Baumgarten, Maxim Gorki Theater Berlin[10]
- 2016 Regie: Klaus Gehre, Theater Dortmund Dortmund[11]

## Gespräche und Interviews (Auswahl)

### Print
- Ermunterung im Klassenkampf. Gespräch mit Elvira Mollenschott über Zement. In: Neues Deutschland vom 10. Oktober 1973, S. 4.
- Zu Zement: Fragen von Luise Mendelsohn. In: Heiner Müller, Zement, Programmheft des Hans Otto Theaters Potsdam, 1974
- Die Differenz nicht wegmogeln. Ein Gespräch mit Andreas W. Mytze über Der Lohndrücker, Zement und die Rezeption der Produktionsstücke. In: Nürnberger Nachrichten vom 4. Juli 1974.

### Audio
Müller MP3. Heiner Müller Tondokumente 1972-1995. Alexander Verlag Berlin Köln, 2011. ISBN 978-3-89581-129-6

## Textausgaben (Auswahl)
- Heiner Müller: Werke 4. Die Stücke 2. Hrsg. von Frank Hörnigk. Suhrkamp Verlag Frankfurt am Main 2001, ISBN 978-3518408964
- Fjodor Gladkow, Heiner Müller: Zement. Hrsg. von Fritz Mierau. Verlag Philipp Reclam jun. Leipzig 1975
- Heiner Müller: Stücke. Mit einem Vorwort von Rolf Rohmer. Henschelverlag Berlin (Ost) 1975
- Heiner Müller: Geschichten aus der Produktion 2 (Bilder – Traktor – Prometheus – Liebesgeschichte – Zement). Rotbuch/ Verlag der Autoren Berlin 1987

## Zitate
"Unser Kampf hat erst angefangen, und wir haben einen langen Weg vor uns. Wir werden ihn auf unsern Füßen nicht zu Ende gehen, ..., aber die Erde wird noch allerhand Blut saufen, eh wir das Ziel wenigstens aus der Ferne sehn." (Tschibis in Zement)